# Gastrophryninae
Gastrophryninae is een onderfamilie van kikkers uit de familie smalbekkikkers (Microhylidae). De groep werd voor het eerst wetenschappelijk beschreven door Leopold Fitzinger in 1843. Later werd de wetenschappelijke naam Gastrophrynidae gebruikt.
Er zijn 71 soorten in elf geslachten. Alle soorten leven in delen van Noord- en Zuid-Amerika.

## Taxonomie
Onderfamilie Gastrophryninae
- Geslacht Arcovomer
- Geslacht Chiasmocleis
- Geslacht Ctenophryne
- Geslacht Dasypops
- Geslacht Dermatonotus
- Geslacht Elachistocleis
- Geslacht Gastrophryne
- Geslacht Hamptophryne
- Geslacht Hypopachus
- Geslacht Myersiella
- Geslacht Stereocyclops

Adelastinae · 
Asterophryinae · 
Chaperininae · 
Cophylinae · 
Dyscophinae · 
Gastrophryninae · 
Hoplophryninae · 
Kalophryninae · 
Melanobatrachinae · 
Microhylinae · 
Otophryninae · 
Phrynomerinae · 
Scaphiophryninae